# Ясака дзиндзя
Ясака дзиндзя (яп. 八坂神社, ранее Гион-ся) — синтоистское святилище, расположенное на востоке Киото в районе Гион. Оно находится у подножия холмов Хигасияма, на восточном конце одной из важнейших улиц Киото — Сидзё. Территория кумирни примыкает к парку Маруяма, ранее являвшемуся частью святилища.
Кумирня активно посещается на японский Новый год и в момент цветения сакуры.

## История
Согласно легенде, храм был построен в 656 году, в правление императрицы Саймэй. В комплекс входят несколько строений, ворота, главный зал и сцена для представлений и ритуалов.
Святилище находилось под управлением буддийского монастыря Энряку-дзи и называлось Гион-ся (Гион-ся кансин-ин).
В 869 году микоси (переносная кумирня-паланкин) была торжественно пронесена через весь город для предохранения от эпидемии. После этого стали регулярно проводить праздник Гион-мацури.
В эпоху Хэйан храм вошёл в список 22 элитных святилищ, получавшие непосредственную поддержку японского императорского двора.
С 1871 по 1946 год святилище было официально причислено к кампэй-тайся (яп. 官幣大社 большие императорские храмы) — высшей категории поддерживаемых государством святилищ.

## Архитектура
Подходящие со стороны улицы Сидзё посетители попадают в храм через большие и яркие двухэтажные ворота ромон 1497 года с фигурами стражей. Так как они расположены на возвышенности, их можно видеть уже с берега Камо-гавы. Главным же входом считается южный, где стоят подобные ворота, ведущие прямо к хондэну. Перед ними стоят каменные тории, возможно, крупнейшие в Киото. Они были возведены в 1646 году и отремонтированы после землетрясения в 1666. У восточного входа находятся красные деревянные тории.
Хотя нынешняя территория храма невелика, его хондэн в стиле ясака-дзукури или гион-дзукури — крупнейший в Японии. В этом стиле прослеживается влияние буддистской архитектуры, так как ранее храм являлся миядэра — смешанным синтоистско-буддистским святилищем. Хондэн и хайдэн святилища объединены в одно здание, подобное буддистским главным залам (яп. 本堂 хондо:).
Хондэн, ворота Сакура-мон (1497), тории и святилище Эбису (1646) объявлены культурным достоянием.